# Australia Telescope National Facility
L'Australia Telescope National Facility (ATNF) est l'ensemble des observatoires de radioastronomie de la Commonwealth Scientific and Industrial Research Organisation (CSIRO). 
CSIRO opère trois observatoires, situés respectivement près des villes de Parkes, Coonabarabran et Narrabri (Nouvelle-Galles du Sud). Un quatrième télescope, l'Australian Square Kilometre Array Pathfinder (ASKAP), est en construction en Australie occidentale à l'observatoire de radioastronomie de Murchison. Ces télescopes peuvent être utilisés ensemble pour fins d'interférométrie à très longue base.
Les radiotélescopes inclus dans l'ATNF :
- observatoire de Parkes ;
- télescope de 22 m de Mopra ;
- Australia Telescope Compact Array ;
- Australian Square Kilometre Array Pathfinder.